# Liste der Beiträge für den besten fremdsprachigen Film für die Oscarverleihung 1965
Die folgenden 18 Filme, alle aus verschiedenen Ländern, waren Vorschläge in der Kategorie Bester fremdsprachiger Film für die Oscarverleihung 1965. Die hervorgehobenen Titel waren die fünf letztendlich nominierten Filme, welche aus den Ländern Frankreich, Israel, Italien, Japan und Schweden stammen. Der Oscar ging an Italien für die romantische Komödie Gestern, heute und morgen.
Zum ersten Mal wurde jeweils ein Vorschlag aus Israel, Türkei und der Tschechoslowakei in dieser Kategorie eingereicht.

## Beiträge
| Land                          | Deutscher Verleihtitel                       | Sprache(n)     | Originaltitel                     | Regisseur(e)                                                     | Ergebnis        |
| ----------------------------- | -------------------------------------------- | -------------- | --------------------------------- | ---------------------------------------------------------------- | --------------- |
| Vereinigte Arabische Republik | Mutter der Braut                             | Arabisch       | أم العروسة (Omm el aroussa)       | Atef Salem                                                       | Nicht nominiert |
| Brasilien                     | Gott und der Teufel im Lande der Sonne       | Portugiesisch  | Deus e o Diabo na Terra do Sol    | Glauber Rocha                                                    | Nicht nominiert |
| Dänemark                      | Sekstet                                      | Dänisch        | Sekstet                           | Annelise Hovmand                                                 | Nicht nominiert |
| Frankreich                    | Die Regenschirme von Cherbourg               | Französisch    | Les parapluies de Cherbourg       | Jacques Demy                                                     | Nominiert       |
| Griechenland                  | Prodosia                                     | Griechisch     | Προδοσία (Prodosia)               | Kostas Manoussakis                                               | Nicht nominiert |
| Hongkong                      | Xin ti xiao yin yuan                         | Mandarin       | 新啼笑姻缘 (Xin ti xiao yin yuan) | Doe Ching, Yen Chun, Hsieh Chun Yueh Feng, Ho Meng Hua, Luo Zhen | Nicht nominiert |
| Israel                        | Sallah – oder: Tausche Tochter gegen Wohnung | Hebräisch      | סאלח שבתי (Sallah Shabati)        | Ephraim Kishon                                                   | Nominiert       |
| Italien                       | Gestern, heute und morgen                    | Italienisch    | Ieri, oggi, domani                | Vittorio De Sica                                                 | Gewonnen        |
| Japan                         | Die Frau in den Dünen                        | Japanisch      | 砂の女 (Suna no onna)             | Hiroshi Teshigahara                                              | Nominiert       |
| Jugoslawien                   | Skoplje '63                                  | Mazedonisch    | Скопје 63 (Skopje '63)            | Veljko Bulajić                                                   | Nicht nominiert |
| Niederlande                   | Zwölf Millionen                              | Niederländisch | Alleman                           | Bert Haanstra                                                    | Nicht nominiert |
| Polen                         | Die Passagierin                              | Polnisch       | Pasażerka                         | Witold Lesiewicz, Andrzej Munk                                   | Nicht nominiert |
| Schweden                      | Das Rabenviertel                             | Schwedisch     | Kvarteret Korpen                  | Bo Widerberg                                                     | Nominiert       |
| Spanien                       | La Niña de luto                              | Spanisch       | La Niña de luto                   | Manuel Summers                                                   | Nicht nominiert |
| Südkorea                      | Beongeoli Sam-ryong                          | Koreanisch     | 벙어리 삼용 (Beongeoli Sam-ryong) | Shin Sang-ok                                                     | Nicht nominiert |
| Taiwan                        | Qing ren shi                                 | Mandarin       | 情人石 (Qing ren shi)             | Lei Pan                                                          | Nicht nominiert |
| Tschechoslowakei              | Limonaden-Joe                                | Tschechisch    | Limonádový Joe                    | Oldřich Lipský                                                   | Nicht nominiert |
| Türkei                        | Trockener Sommer                             | Türkisch       | Susuz Yaz                         | Metin Erksan                                                     | Nicht nominiert |